# 野村精司
野村 精司（のむら せいじ、1958年4月3日 - 2020年3月30日 ）は、石川県金沢市出身の映画監督、演出家、ストーリーデザイナー、地域活性プロデューサー、作詞家、作家、料理デザイナーである。
小説、エッセイなど文芸関係ペンネームは野村生一、作詩、シナリオ、絵本原作などペンネームは海野セイウチとしている。

## 人物
映画俳優で、伝説のテレビ番組 11PM(藤本義一司会)のサントリーオールードのバーテンとして登場していた父(飲食店経営)の影響を受け、映像関係に興味を持ち、大阪芸術大学映像計画学科に入学。シナリオライターの依田義賢や、黒澤組カメラマンの宮川一夫、映画評論家の滝沢一らに師事。その影響を大きく受け、東映京都撮影所でのアルバイトから、卒業後は、制作や美術を担当。映画畑でありながら、博覧会の展示演出や展示映像から博物館の演出まで手がける。
その後独立し、会社を設立。テレビ番組やコマーシャル、企業PR映画など企画、演出。
映像だけでなく、イベントなども多く手がけ、博覧会の屋外催事、ランドスケープイベントの企画、美術、演出を行い、しまなみ海道開通記念イベントでは、村上水軍の戦いを壮大なスケールのランドスケーブイベントとして大仕掛けの花火や、海と陸との砲撃戦など再現し話題となる。香川県のテーマパークにて、当時の最先端技術を用いた3D映画を数多く手がける。飲食店を営んでいた父の影響もあり、料理研究科として、缶詰などを用いた非常食を美味しく食べる講演など防災センターで開催する。
そして、2010年 香川県の離島 女木島 男木島を繋ぐ連絡船「めおん」を舞台に、3話からなるオムニバス映画を企画 第二話を監督する。2012年にロケハンで訪れた瀬戸内海国立公園大串半島の景観に魅了され、大串半島活性化事業を、さぬき市と連携して実施。休止中の施設を再生させ、カフェや、宿泊施設を開業。絵本やアートで地域活性をするアートハウスプロジェクトを2015年より開始。絵本作家永井みさえを招き、絵本制作やキャラクター制作に取りくむ。同年、小説『恋に落ちた神様』を執筆(アンノンブック出版)、新作映画化に向けて意欲的に活動を開始する。

## 略歴
- 1980年 大阪芸術大学映像計画学科卒業
- 1983年 東映株式会社京都撮影所の美術センターを企画演出する。
- 2010年 香川県の離島 女木島 男木島を繋ぐ連絡船「めおん」を舞台に、3話からなるオムニバス映画を企画、監督する。
- 2013年 国立公園大串半島活性化事業[1] を香川県さぬき市と連携して実施する。
- 2014年 大串半島活性化事業の一環として、株式会社瀬戸内アートウエーブ大串 を設立する。
- 2015年 絵本やアートで地域活性をするアートハウスプロジェクトを開始する。

## 主な作品
- 1990年 花と緑の博覧会屋外催事をプロデュースする。屋外パレードプロデューサー、ランドスケープオペラ「ガイア」企画／美術／運営を担当する。
- 1991年 名古屋生命科学館映像音響ソフト、システム演出を行う。
- 1992年 グリコピア資料館マジックビジョン映像ソフト・システムを製作する。
- 1993年 レオマワールド屋外展示及び屋外演出を担当する。
- 1994年 レオマワールドレオマシアター企画、３Ｄ映画3部作 ホラー映画「ＺＯＲＡ」、ファンタジー３Ｄ映画「ルカ」、文部省推薦となったドキュメンタリー３Ｄ映画「メッセージ・フロム・ガラパゴス」を製作する。
- 1995年 大阪、千里エキスポランド催事「大江戸魔界列伝」を企画・総合プロデュースする。
- 1996年 高松市女木島「鬼の博物館」を企画、演出し、コンテンツ製作も手掛ける。
- 1997年 東映太秦映画村パディオスシアターこけら落とし舞台を演出する。
- 1997年 ＳＦ体感劇場「サムライウォーリアーズ2020」を企画、演出する。
- 1998年　大阪キッズプラザのキッズシアター初回上映映画製作、システム企画を担当する。
- 1998年 ＳＦ映画「デューク」の企画・プロデュース・監督。
- 1998年 しまなみ海道開通記念「水軍絵巻」ランドスケープイベント演出プロデュースを行う。
- 1998年 ロッテワールド東京施設アトラクション企画プロデュースを行う。
- 1999年 大阪城カウントダウン２０００の照明音響演出プロデュースを行う。
- 2000年 奈良県東海自然歩道サイトミュージアム企画・コンテンツシステムを製作する。
- 2001年 大阪府児童館「ビッグバン」展示・企画・製作を担当する。
- 2001年 鳥取県倉吉市施設完成記念ミュージカルを企画・演出する。
- 2001年 神戸市教育映画「父さんが泣いた日」、「こらッ！のおじいちゃん」監督(テレビ放映)
- 2002年 ウメタ梅干しミュージアム３Ｄシアターアニメミュージカル監督及び施設製作を担当する。
- 2002年 長崎県出島復元企画プロジェクト・企画立案を担当する。
- 2002年 肺の健康シンポジウム＆情報誌をプロデュースする。
- 2003年 大林組「国際水の祭典」ブース演出・ソフト製作を担当する。
- 2003年 「日本旅フェアー２００３」和歌山県展示、企画製作を担当する。
- 2003年 森永キョロちゃん夢ファンタジアーシアター ミュージカル全国ツアー企画・作詩・演出を行う。以降、2013年まで毎年全国にて開催 作詩・演出を担当する。
- 2003年 東京国際消防展シンポジウム演出運営を担当する。
- 2004年 世界ＣＯＰＤデー（国際禁煙学会）をプロデュースする。
- 2004年 日本看護師手術ケアセミナー＆情報誌をプロデュースする。
- 2005年　愛知万博にて、カナダ館の照明演出、中米館・南米館の基本計画・テーマ演出を担当する。
- 2005年 日本看護師手術ケアセミナー＆情報誌をプロデュースする。
- 2005年 日本貿易振興（JTORO）の経済テレビ番組制作、演出・プロデュースする。
- 2006年 京都市北部クリーンセンター展示映像シアター、演出・プロデュースする。
- 2006年 海遊館新展示フロアー、企画・プロデュースする。
- 2006年 ＮＨＫハイビジョン放送、奈良法隆寺大仏建立影絵映像をプロデュースする。
- 2006年 住友不動産、伊藤忠商事マンションギャラリー企画・プロデュース、シアター映像演出を担当する。
- 2007年 ダイワハウスのマンションギャラリー企画・プロデュース、シアター映像演出を担当する。
- 2007年 チーズ普及協議会 チーズテーマ曲 作詩・作曲・プロデュースを担当する。
- 2008年 雪印デザート系商品コマーシャルを製作する。
- 2009年 大阪市立海事博物館「なにわの海の時空館」リニューアルを担当する。
- 2009年 表参道クリスマスイルミネーションのデザインを演出する。
- 2009年 大阪天王寺ミオ（商業施設）のクリスマスツリーおよびデジタルコイネージを企画・演出する。
- 2009年 ヘアケアメーカー「イナータス」新商品キャンペーン及び販促コンテンツの企画・制作する。
- 2010年 岸和田カンカン（商業施設）年間演出及び夏の映像イベント企画演出を担当する。
- 2010年 積水ハウス大阪本社の新規物件紹介映像企画制作、東京営業所の品川御殿山プロジェクト映像企画制作を担当する。
- 2010年 京セラミタの新製品複合機紹介映像企画制作を担当する。
- 2010年 劇場映画「めおん[2]」監督 香川県、大阪、京都、岡山、米子など全国で上映される。
- 2011年 京都市防災センターの非常食調理アドバイザーを担当する。
- 2012年 ドキュメンタリー映画「それでも風は吹いている～3人の生徒と先生の３００日の記憶～」香川県高松市男木島　男木中学校最後の卒業生の記録を製作する。
- 2012年 岸和田カンカン（商業施設）３Ｄマッピングを企画、演出する。
- 2013年 香川県さぬき市の大串半島活性化事業協定におけるプロデュース事業。[3] にて、大串半島（瀬戸内海国立公園）、カフェ・宿泊施設を試行営業開始する。
- 2013年 香川県高松市女木島「鬼の館」にて、新鬼伝説朗読劇全六話を企画、演出する。（高松市観光コンベンション協会事業）
- 2014年 大串半島活性化事業協定の一環として、飲食施設再稼動開始（ノマドカフェオープン）、同施設内宿泊施設（グリーンヒル大串）再稼動開始する。
- 2014年 シナリオ「風魂さがし」が富士河口湖映画祭シナリオ賞を受賞する。
- 2014年 朗読劇「風の人　平賀源内 」全六話を企画、脚本、演出する。
- 2015年 小説「恋に落ちた神様」を執筆し、出版する。
- 2015年 飛騨市古川観光映画を製作する。（演歌歌手門倉有希歌唱曲を使用）
- 2015年 さぬき市天体望遠鏡博物館のオリジナル絵本を制作する。
- 2015年 朗読劇「きれいをさがして[4]」を企画、演出する。（高松市国分寺ホールで初演される。）
- 2015年 けいはんな学研都市次世代生活未来館の展示システム、映像コンテンツを演出する。